# Ostrówek (gmina Klembów)

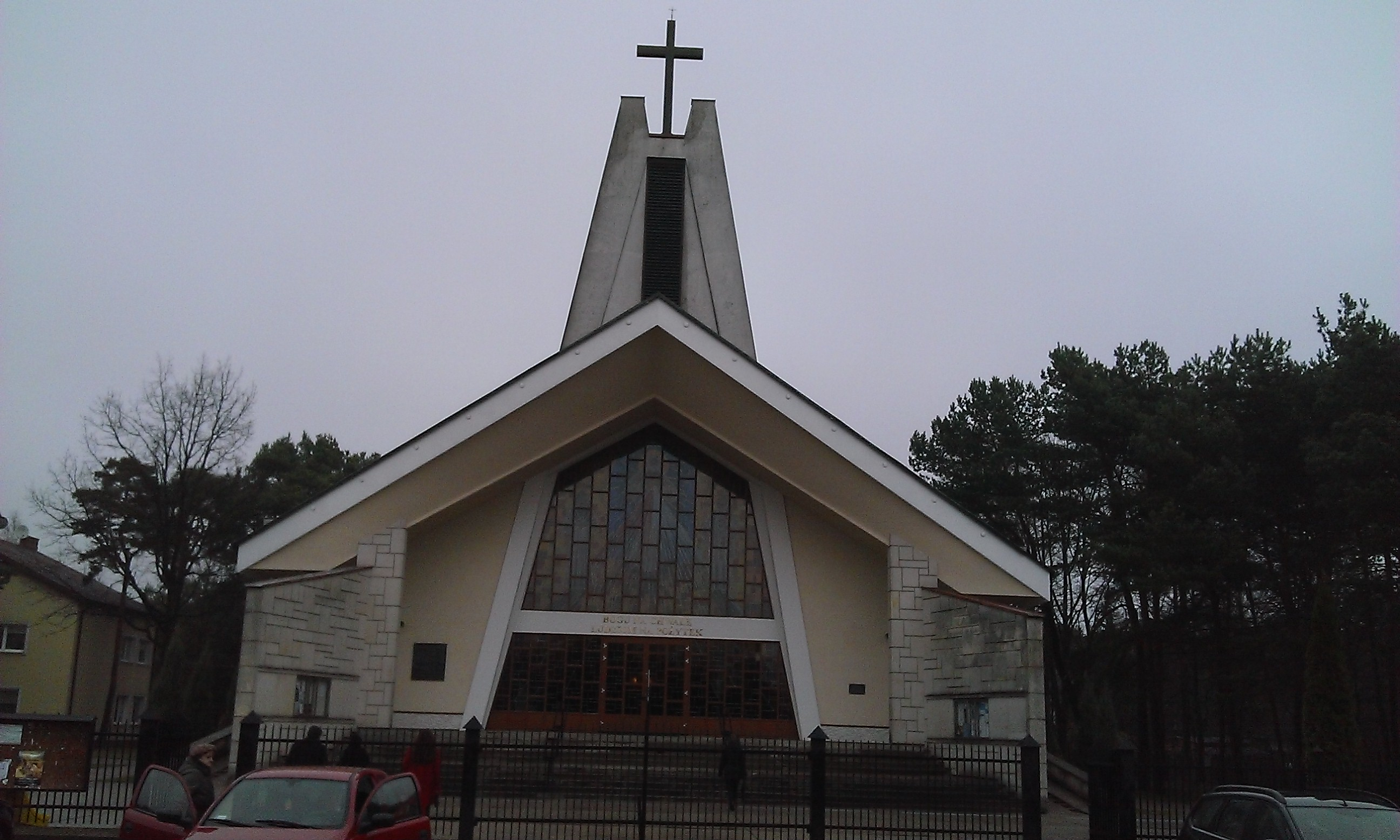
Kościół NMP Matki Kościoła

Ostrówek – wieś w Polsce położona w województwie mazowieckim, w powiecie wołomińskim, w gminie Klembów. Ma status sołectwa.
Wieś znajduje się na terenie Równiny Wołomińskiej, Kotliny Warszawskiej i Niziny Mazowieckiej.
Jest to największa miejscowość gminy Klembów.
W latach 1975–1998 miejscowość należała administracyjnie do województwa ostrołęckiego.
W obszar wsi wchodzi:
| Integralne części wsi Ostrówek | Integralne części wsi Ostrówek | Integralne części wsi Ostrówek |
| SIMC                           | Nazwa                          | Rodzaj                         |
| ------------------------------ | ------------------------------ | ------------------------------ |
| 0511574                        | Wycinki                        | przysiółek                     |

W Ostrówku znajduje się przedszkole, szkoła podstawowa i gimnazjum, market, bank, przychodnia zdrowia, dentysta, apteka, kościół parafialny.
Wieś jest siedzibą rzymskokatolickiej parafii Najświętszej Maryi Panny Matki Kościoła w Ostrówku.

## Rezerwaty przyrody
Atrakcją Ostrówka jest rezerwat dębów „Dębina”.

## Związani z Ostrówkiem
W latach 1924–1925 w domu Aldony i Samuela Lipszyców w Ostrówku mieszkała i pracowała jako służąca św. Faustyna (Helena Kowalska). Trafiła tam dzięki wsparciu ks. Jakuba Dąbrowskiego. Przebywając w Ostrówku, zaskarbiła sobie miłość pracodawców i ich siedmiorga dzieci. Traktowana była jako członek rodziny. Zarobione pieniądze w całości wpłacała jako swój posag dla Zgromadzenia Sióstr Matki Bożej Miłosierdzia. Współcześnie budynek, w którym mieszkała, funkcjonuje jako Dom Św. Faustyny.
W Ostrówku znajduje się również drewniana willa należąca do Wacława Aleksandra Lachmana  (1880-1963) kompozytora, dyrygenta, pedagoga, założyciela chóru Lachmana,przekształconego potem w chór Harfa, oraz jego rodziny. Drewniana willa powstała w dwudziestoleciu międzywojennym, służyła jako miejsce odpoczynku, skupienia i tworzenia dla kompozytora oraz jego rodziny. Po II wojnie światowej w willi odbywały się spotkania chóru Harfa, często zakończone koncertem w kościele w Ostrówku. W willi do 1985 roku mieściło się państwowe przedszkole.